# Zaragoza, Tlaxcala
Zaragoza är en ort i Mexiko.   Den ligger i kommunen Totolac och delstaten Tlaxcala, i den sydöstra delen av landet, 90 km öster om huvudstaden Mexico City. Zaragoza ligger 2 242 meter över havet och antalet invånare är 1 548.
Terrängen runt Zaragoza är platt söderut, men norrut är den kuperad. Runt Zaragoza är det tätbefolkat, med 383 invånare per kvadratkilometer. Närmaste större samhälle är Tlaxcala de Xicohtencatl, 6,7 km öster om Zaragoza. Omgivningarna runt Zaragoza är en mosaik av jordbruksmark och naturlig växtlighet.